# Julie Gayet
Julie Gayet, nascuda el 3 de juny de 1972 a Suresnes, és una actriu i productora de cinema francesa.
Comença la seva carrera a la pantalla durant els anys 1990 i es fa conèixer interpretant el primer paper femení al film Delphine, Yvan de Dominique Farrugia. Es llança a la producció l'any 2007. Ha estat nomenada una vegada al César com a actriu secundària per a Moll de Orsay l'any 2014.
Va ser companya de François Hollande, president de la República francesa de 2012 a 2017. La seva relació no es va oficialitzar i no es va considerar la companya del president de manera formal i, per tant, no com a "Primera dama de França".